# はいむらきよたか
はいむら きよたか（1973年9月7日 - ）は、日本のイラストレーター。広島県尾道市出身。過去に、灰村 キヨタカの名前で活動していた。

## 人物
全体的にパステルな色使いをする絵が多く、「とある魔術の禁書目録」11巻・「メイド刑事」3巻（2006年10月末 - 2006年11月半ば）以降からは「とある魔術の禁書目録」の漫画版やアニメ版とのリソース共有をし始めたため、目や細部のイラストのタッチなどに濃淡がつくなど作風が大幅に変化した。「このライトノベルがすごい!」のイラストレーター部門では、2011年・2014年・2017年・2018年と4回第1位を獲得している。
2011年3月10日に発売された『新約 とある魔術の禁書目録』より、名義を「灰村 キヨタカ」から「はいむら きよたか」へ変更している。

## 主な作品

### 小説の表紙・挿絵
- メイド刑事（早見裕司・著、GA文庫）
- スプライトシュピーゲル（冲方丁・著、富士見ファンタジア文庫）
- とある魔術の禁書目録（鎌池和馬・著、電撃文庫）
- デカルト『方法序説』（小場瀬卓三・訳、角川ソフィア文庫）[注 1]
- ダンジョンに出会いを求めるのは間違っているだろうか 外伝 ソード・オラトリア（大森藤ノ・著、GA文庫）
- いつか世界を救うために -クオリディア・コード-（著：橘公司、富士見ファンタジア文庫）
- ラストラウンド・アーサーズ（著：羊太郎、富士見ファンタジア文庫）

### ゲームイラスト・キャラクターデザイン

#### 全年齢向けゲーム
- 拡散性ミリオンアーサー（スクウェア・エニックス）
- Fate/Grand Order（TYPE-MOON） - 概念礼装イラスト
- ファイアーエムブレム ヒーローズ（任天堂） - 一部キャラクターデザイン
- 神角技巧と11人の破壊者（スクウェア・エニックス） - キャラクター原案

#### アダルトゲーム原画
- Hotel ergriffen (maple)
- 高級娼婦 〜コルティジャーナ〜 (wing)
- 水都幻想 - Venice Fantastica - (maple)
- ユメミルクスリ (rúf)

### 画集
- 『灰村キヨタカ画集 rainbow spectrum:colors』（アスキー・メディアワークス、2011年2月発行） ISBN 978-4-04-870384-0
- 『灰村キヨタカ画集2 rainbow spectrum:notes』（アスキー・メディアワークス、2014年9月発行） ISBN 978-4-04-866816-3
- 『はいむらきよたか画集3 CROSS』（KADOKAWA、2020年5月発行） ISBN 978-4-04-913130-7